# Мэри Поппинс возвращается (фильм)
«Мэ́ри По́ппинс возвраща́ется» (англ. Mary Poppins Returns) — американский комедийный приключенческий музыкальный фильм, основанный на серии книг Памелы Трэверс о няне-волшебнице Мэри Поппинс, а также сиквел знаменитого анимационно-игрового фильма 1964 года.
Роль главной героини исполнила Эмили Блант. В остальных ролях снялись Лин-Мануэль Миранда, Бен Уишоу, Эмили Мортимер, Джули Уолтерс, Дик Ван Дайк, Анджела Лэнсбери, Колин Ферт, Мерил Стрип и Дэвид Уорнер в его последнем появлении в кино. Действие картины происходит через 25 лет после событий первого фильма, в Лондоне 1930-х годов. Мэри Поппинс, бывшая няня Джейн и Майкла Бэнксов, возвращается в дом год спустя после смерти жены Майкла.
Премьера фильма состоялась 29 ноября 2018 года в Лос-Анджелесе.
Фильм собрал в мировом прокате 349,5 млн долларов и получил в целом положительные отзывы от критиков, которые высоко оценили игру актёров (особенно Блант), режиссуру, саундтрек, музыкальные номера, дизайн костюмов, визуальные эффекты и ностальгическое настроение. Национальный совет кинокритиков США и Американский институт кино включили «Мэри Поппинс возвращается» в список десяти лучших фильмов 2018 года.
Картина получила четыре номинации на 76-й премии «Золотой глобус» (включая лучший фильм — комедия или мюзикл), девять на 24-й премии «Выбор критиков», три на 72-й премии BAFTA и номинацию Гильдии киноактёров США в категории «лучшая актриса» для Эмили Блант. Фильм также удостоился четырёх номинаций на премию Оскар-2019 за лучшую музыку к фильму, лучшую песню к фильму («The Place Where Lost Things Go»), за лучшую работу художника-постановщика и лучший дизайн костюмов.

## Сюжет
1930-е годы, Лондон времён Великой депрессии. Выросший Майкл Бэнкс живёт в доме №17 в Вишнёвом переулке вместе с тремя детьми — Аннабель, Джоном и Джорджи — и с пожилой горничной Эллен. Его жена умерла годом ранее. Он работает в Доверительно-сберегательном банке кассиром, какое-то время назад взял ссуду у своего работодателя и просрочил платежи на три месяца. Новый председатель банка Уилкинс посылает двух сотрудников предупредить Майкла, что банк отберёт его дом, если кредит не будет полностью погашен до полуночи пятницы.
Майкл и его сестра Джейн вспоминают, что их отец оставил им пакет акций банка, который помог бы расплатиться по займу, и они обыскивают весь дом в поисках сертификата. На чердаке Майкл находит старый воздушный змей и выкидывает как ненужную вещь. Джорджи, гуляющий по парку с Аннабель и Джоном, находит этого воздушного змея и запускает его. Неожиданно с неба на змее спускается Мэри Поппинс — няня, когда-то воспитывавшая ещё маленьких Майкла и Джейн. Она забирает всех троих детей домой и объявляет, что теперь будет присматривать за ними, пока не откроется дверь. Дома Мэри Поппинс наполняет ванну и вместе с детьми переносится в океан.
Майкл посещает банк в поисках доказательств того, что он является акционером, но Уилкинс отрицает наличие соответствующих записей и позже тайком уничтожает страницу из официального регистра. Аннабель и Джон решают продать фарфоровую чашу своей матери, чтобы погасить долг. Джорджи пытается остановить их, и во время драки дети повреждают чашу, пока Мэри Поппинс беседует через окно с фонарщиком Джеком, учеником музыканта Берта из первого фильма. Из-за трещины на чаше изображённая на ней карета нуждается в починке, и Мэри с детьми и фонарщиком проникают в нарисованный мир. Колесо кареты возвращают на место и фиксируют шарфом Мэри, после чего кучер отвозит всех в мюзик-холл. Во время представления в мюзик-холле Джорджи похищают волк, хорёк и барсук, и Аннабель с Джоном бегут к нему на помощь. Успешно спася брата, они все падают с края чаши и просыпаются в своих постелях. Они не уверены, был ли это лишь сон, а Мэри успокаивает их, рассказывая, что память о близких всегда с ними, а не в каких-то вещах. Реальность сна она не подтверждает, но в рисунке на фарфоре остаётся её голубой шарф.
На следующий день Мэри в компании детей навещает свою восточноевропейскую кузину Топси, чтобы склеить чашу, и дети узнают, что она практически ничего не стоит. Затем они посещают банк, чтобы отдать Майклу забытый им с утра портфель. Дети ускользают от Мэри и приходят к кабинету Уилкинса, чтобы попросить о помощи, но, к своему изумлению, узнают о том, что вскоре останутся без дома. Джорджи, полагая, что Уилкинс и его сообщники — это та же банда животных, которая похитила его, врывается в кабинет, обвиняя их в краже их жилья. Уилкинс преследует детей, пока не наталкивается на Майкла, после чего делает вид, что произошло недопонимание. Майкл злится на детей, так как из-за их действий он может лишиться не только дома, но и работы, и отправляет их домой. Заблудившись в тумане, дети и Мэри Поппинс встречают Джека, который вместе с другими фонарщиками провожает их с песнями и танцами. По возвращении домой у них происходит откровенный разговор с отцом, который наконец позволяет себе поделиться с ними переживаниями, а дети утешают его теми же словами, которыми ранее утешила их Мэри.
С приближением полуночи пятницы Бэнксы собирают чемоданы и покидают опустевший дом. Внезапно Майкл замечает, что Джорджи использовал пропавший сертификат для починки дырявого воздушного змея. Майкл и Джейн направляются в банк, а Мэри Поппинс и дети спешат с Джеком и фонарщиками к Биг Бену, чтобы повернуть время вспять. Джек и Мэри переводят часы на пять минут назад, давая Майклу и Джейн достаточно времени, чтобы добраться до банка. Впрочем, Уилкинс не принимает сертификат, так как часть с подписями в нём отсутствует. Однако неожиданно появляется дядя Уилкинса, предыдущий председатель банка мистер Доус-младший, который тут же увольняет Уилкинса за порочную деловую практику и попытку отнять у Бэнксов законные активы. Он также рассказывает, что много лет назад отец Майкла дал ему два пенса, которые удалось удачно инвестировать, и теперь этих активов хватит для возврата займа.
На следующий день Бэнксы посещают парк, где проходит ярмарка. Они покупают воздушные шары и с их помощью поднимаются в воздух. В этом веселье к ним присоединяются Джек и многие другие люди. Мэри Поппинс остаётся в парке последней, и, когда Бэнксы, приземлившись возле своего дома, открывают калитку, порыв ветра распахивает дверь. Мэри понимает, что ей пора, раскрывает зонтик и улетает. Майкл и Джейн, чувствуя, что Мэри ушла, произносят в небо «Спасибо» и «До свидания».

## В ролях
- Эмили Блант — Мэри Поппинс, няня семьи Бэнксов. Главная героиня фильма
- Лин-Мануэль Миранда — Джек, уличный фонарщик
- Бен Уишоу — Майкл Бэнкс, сын Джорджа и Уинифред Бэнксов, кассир в Доверительно-сберегательном банке и художник по призванию
- Эмили Мортимер — Джейн Бэнкс, старшая сестра Майкла, тётя Аннабель, Джона и Джорджи, профсоюзная активистка
- Пикси Дэвис — Аннабель Бэнкс, дочь Майкла и племянница Джейн
- Натанаэль Салех — Джон Бэнкс, старший сын Майкла и племянник Джейн
- Джоэл Доусон — Джорджи Бэнкс, младший сын Майкла и племянник Джейн
- Джули Уолтерс — Эллен, многолетняя горничная Майкла и Джейн
- Колин Ферт — Уильям Уэзеролл Уилкинс / Волк, председатель Доверительно-сберегательного банка, племянник мистера Доуса-младшего и босс Майкла
- Мерил Стрип — Татьяна Анастасия Казатори Топотреполовски (сокращённо — Топси), эксцентричная пятиюродная сестра Мэри из Восточной Европы и владелица ремонтной мастерской
- Дэвид Уорнер — Адмирал Бум, военно-морской офицер в отставке.
- Джим Нортон — Мистер Биннакл, его старший помощник
- Джереми Свифт — Гамильтон Гудинг / Барсук, один из партнёров мистера Уилкинса
- Кобна Холдбрук-Смит — Темплтон Фрай / Хорёк, один из партнёров мистера Уилкинса
- Анджела Лэнсбери — продавщица воздушных шаров в парке
- Дик Ван Дайк — Мистер Доус-младший, бывший председатель Доверительно-сберегательного банка, дядя Уилкинса
- Нома Думезвени — Мисс Пенни Фартинг, секретарша мистера Уилкинса
- Стив Николсон — сторож парка
- Эдвард Хибберт — говорящий попугай на зонте Мэри Поппинс
- Крис О’Дауд — Шеймус, возница
- Марк Эдди — конь Клайд
- Судха Бхучар — Мисс Ларк
- Тэйрик Фримпонг — Ангус, фонарщик и друг Джека

## Съёмки
Основные съёмки начались 10 февраля 2017 года в студии «Shepperton» в Суррее.

## Прокат
Фильм вышел в прокат в Нидерландах, Франции и США 19 декабря 2018 года, в России и на Украине — 3 января 2019 года, в Индии — 4 января 2019 года, в Аргентине, Косове и Уругвае — 4 января 2019 года.

## Критика
На Rotten Tomatoes фильм получил 80 % одобрения на основании 378 рецензий, со средней оценкой 7,3 из 10. Критический консенсус сайта гласит: «„Мэри Поппинс возвращается“ полагается на магию своего классического предка, чтобы сотворить знакомое, но всё же достаточно эффективное заклинание, дружественное для семьи». На Metacritic, который присваивает нормализованный рейтинг рецензиям, средневзвешенная оценка фильма, основанная на мнении 54 критиков — 66 баллов из 100, что указывает на «в целом благоприятные отзывы». Аудитория CinemaScore дала фильму среднюю оценку A- по шкале от A+ до F, в то время как PostTrak дал фильму 84 % общего положительного результата и 62 % «определенной рекомендации».
Питер Брэдшоу из The Guardian дал фильму 3 звезды из 5, написав: «Эмили Блант — волшебная няня в этом ужасно совершенном клоне, который начинается ужасно и заканчивается так же приторно, как и оригинал». Джеффри Макнаб из The Independent дал положительную рецензию и написал: «Ностальгия здесь легко могла быть очень приторной, но вместо этого она добавляет богатства и загадочности. В эпоху франшиз о супергероях, когда сиквелы успешных фильмов появляются почти мгновенно, возвращения Мэри Поппинс стоило подождать. Полвека спустя её очарование ничуть не исчезло». Оуэн Глейберман из Variety похвалил игру Блант и назвал её «практически идеальной Мэри Поппинс», а также похвалил режиссуру Маршалла, постановку, музыку и актёрский состав второго плана. Он сравнил качество и тон фильма с мюзиклами 1960-х годов, а его «ностальгию» — с «Звездными войнами: Пробуждение силы».

## Награды и номинации
| Награда                                        | Дата церемонии       | Категория                                                                         | Получатель(и)                                                              | Результат | Пр.    |
| ---------------------------------------------- | -------------------- | --------------------------------------------------------------------------------- | -------------------------------------------------------------------------- | --------- | ------ |
| Американский институт киноискусства            | 4 января 2019        | 10 лучших фильмов года                                                            | Мэри Поппинс возвращается                                                  | Победа    | [ 14 ] |
| Оскар                                          | 24 февраля 2019      | Лучший дизайн костюмов                                                            | Сэнди Пауэлл                                                               | Номинация | [ 15 ] |
| Оскар                                          | 24 февраля 2019      | Лучшая оригинальная музыка к фильму                                               | Марк Шейман                                                                | Номинация | [ 15 ] |
| Оскар                                          | 24 февраля 2019      | Лучшая оригинальная песня                                                         | «The Place Where Lost Things Go» — Марк Шейман и Скотт Уиттман             | Номинация | [ 15 ] |
| Оскар                                          | 24 февраля 2019      | Лучшая работа художника-постановщика                                              | Джон Майр и Гордон Сим                                                     | Номинация | [ 15 ] |
| Энни                                           | 2 февраля 2019       | Лучший анимационный специальный фильм                                             | Мэри Поппинс возвращается                                                  | Победа    | [ 16 ] |
| Энни                                           | 2 февраля 2019       | Лучшая анимация персонажей в игровом полнометражном фильме                        | Крис Сове, Джеймс Бакстер и Сандро Клеузо                                  | Победа    | [ 16 ] |
| Энни                                           | 2 февраля 2019       | Лучший дизайн персонажей в анимационном полнометражном фильме                     | Джеймс Вудс                                                                | Номинация | [ 16 ] |
| Энни                                           | 2 февраля 2019       | Лучшая работа художника-постановщика в полнометражном анимационном фильме         | Джефф Терли                                                                | Номинация | [ 16 ] |
| Энни                                           | 2 февраля 2019       | Лучшая раскадровка в полнометражном анимационном фильме                           | Ови Недельку                                                               | Номинация | [ 16 ] |
| Гильдия художников-постановщиков США           | 2 февраля 2019       | Лучшая работа художника-постановщика для фэнтези-фильма                           | Джон Майр                                                                  | Номинация | [ 17 ] |
| Британская Академия                            | 10 февраля 2019      | Лучшая оригинальная музыка                                                        | Марк Шейман                                                                | Номинация | [ 18 ] |
| Британская Академия                            | 10 февраля 2019      | Лучшая работа художника-постановщика                                              | Джон Майр и Гордон Сим                                                     | Номинация | [ 18 ] |
| Британская Академия                            | 10 февраля 2019      | Лучший дизайн костюмов                                                            | Сэнди Пауэлл                                                               | Номинация | [ 18 ] |
| Capri Hollywood International Film Festival    | 2 января 2019        | Лучший дизайн костюмов                                                            | Сэнди Пауэлл                                                               | Победа    | [ 19 ] |
| Американское общество специалистов по кастингу | 31 января 2019       | Полнометражный фильм с большим бюджетом — Комедия                                 | Бернард Телси, Тиффани Литтл Кэнвилд, Конрад Вулф и Сара Трэвис            | Номинация | [ 20 ] |
| Гильдия художников по костюмам                 | 19 февраля 2019      | Лучший дизайн костюмов в историческом фильме                                      | Сэнди Пауэлл                                                               | Номинация | [ 21 ] |
| Выбор критиков                                 | 13 января 2019       | Лучший фильм                                                                      | Мэри Поппинс возвращается                                                  | Номинация | [ 22 ] |
| Выбор критиков                                 | 13 января 2019       | Лучшая женская роль                                                               | Эмили Блант                                                                | Номинация | [ 22 ] |
| Выбор критиков                                 | 13 января 2019       | Лучшая работа художника-постановщика                                              | Джон Майр и Гордон Сим                                                     | Номинация | [ 22 ] |
| Выбор критиков                                 | 13 января 2019       | Лучший дизайн костюмов                                                            | Сэнди Пауэлл                                                               | Номинация | [ 22 ] |
| Выбор критиков                                 | 13 января 2019       | Лучшие визуальные эффекты                                                         | Мэри Поппинс возвращается                                                  | Номинация | [ 22 ] |
| Выбор критиков                                 | 13 января 2019       | Лучшая женская роль в комедии                                                     | Эмили Блант                                                                | Номинация | [ 22 ] |
| Выбор критиков                                 | 13 января 2019       | Лучшая музыка                                                                     | Марк Шейман                                                                | Номинация | [ 22 ] |
| Выбор критиков                                 | 13 января 2019       | Лучшая песня                                                                      | «The Place Where Lost Things Go»                                           | Номинация | [ 22 ] |
| Выбор критиков                                 | 13 января 2019       | Лучшая песня                                                                      | «Trip a Little Light Fantastic»                                            | Номинация | [ 22 ] |
| Общество кинокритиков Детройта                 | 3 декабря 2018       | Лучшее использование музыки                                                       | Мэри Поппинс возвращается                                                  | Номинация | [ 23 ] |
| Georgia Film Critics Association               | 12 января 2019       | Лучшая оригинальная песня                                                         | «The Place Where Lost Things Go» — Марк Шейман и Скотт Уиттман             | Номинация | [ 24 ] |
| Georgia Film Critics Association               | 12 января 2019       | Лучшая оригинальная песня                                                         | «Trip a Little Light Fantastic» — Марк Шейман и Скотт Уиттман              | Номинация | [ 24 ] |
| Золотой глобус                                 | 6 января 2019        | Лучший фильм — мюзикл или комедия                                                 | Мэри Поппинс возвращается                                                  | Номинация | [ 25 ] |
| Золотой глобус                                 | 6 января 2019        | Лучшая мужская роль — мюзикл или комедия                                          | Лин-Мануэль Миранда                                                        | Номинация | [ 25 ] |
| Золотой глобус                                 | 6 января 2019        | Лучшая женская роль — мюзикл или комедия                                          | Эмили Блант                                                                | Номинация | [ 25 ] |
| Золотой глобус                                 | 6 января 2019        | Лучшая оригинальная музыка к фильму                                               | Марк Шейман                                                                | Номинация | [ 25 ] |
| Золотая катушка                                | 17 февраля 2019      | Лучший звуковой монтаж – Диалог и ADR                                             | Рене Тонделли, Хезер Гросс и Алекса Циммерман                              | Номинация | [ 26 ] |
| Золотая катушка                                | 17 февраля 2019      | Лучший звуковой монтаж – Мюзикл                                                   | Дженнифер Л. Даннингтон, Джастин Брюнинг, Льюис Моррисон и Фиона Круикшенк | Номинация | [ 26 ] |
| Золотой трейлер                                | 29 мая 2019          | Лучший анимационный/семейный телевизионный ролик (для художественного фильма)     | Мэри Поппинс возвращается («Place»)                                        | Победа    | [ 27 ] |
| Золотой трейлер                                | 29 мая 2019          | Лучший рекламный щит                                                              | Мэри Поппинс возвращается («The Grove Billboard»)                          | Номинация | [ 27 ] |
| Золотой трейлер                                | 29 мая 2019          | Лучшее домашнее развлечение для семьи/анимация                                    | Мэри Поппинс возвращается («Be A Child»)                                   | Победа    | [ 27 ] |
| Золотой трейлер                                | 29 мая 2019          | Лучший кинопостер                                                                 | Мэри Поппинс возвращается («Weather Responsive Motion Poster»)             | Победа    | [ 27 ] |
| Золотой трейлер                                | 29 мая 2019          | Лучшая оригинальная музыка для телевизионного ролика                              | Мэри Поппинс возвращается («Place»)                                        | Номинация | [ 27 ] |
| Грэмми                                         | 26 января 2020       | Лучший саундтрек для визуальных медиа                                             | Мэри Поппинс возвращается — Марк Шейман                                    | Номинация | [ 28 ] |
| Guild of Music Supervisors Awards              | 13 февраля 2019      | Лучшее музыкальное руководство для фильмов с бюджетом более 25 миллионов долларов | Майкл Хайэм и Пол Джеминьяни                                               | Номинация | [ 29 ] |
| Guild of Music Supervisors Awards              | 13 февраля 2019      | Лучшая песня/запись, созданная для фильма                                         | «Trip a Little Light Fantastic»                                            | Номинация | [ 29 ] |
| Heartland Film Festival                        | 11 — 21 октября 2018 | Награда за реалистично-движущиеся фильм                                           | Мэри Поппинс возвращается                                                  | Победа    | [ 30 ] |
| Hollywood Music in Media Awards                | 14 ноября 2018       | Лучшая оригинальная музыка к фильму — Научная фантастика/фэнтези/хоррор фильм     | Марк Шейман                                                                | Номинация | [ 31 ] |
| Hollywood Music in Media Awards                | 14 ноября 2018       | Лучшая оригинальная песня — Научная фантастика/фэнтези/хоррор фильм               | «The Place Where Lost Things Go» — Марк Шейман и Скотт Уиттман             | Номинация | [ 31 ] |
| Hollywood Music in Media Awards                | 14 ноября 2018       | Лучшая оригинальная песня — Научная фантастика/фэнтези/хоррор фильм               | «Trip a Little Light Fantastic» — Марк Шейман и Скотт Уиттман              | Номинация | [ 31 ] |
| Humanitas Prize                                | 8 февраля 2019       | Семейный полнометражный фильм                                                     | Мэри Поппинс возвращается                                                  | Победа    | [ 32 ] |
| Kids’ Choice Awards                            | 22 марта 2019        | Любимый фильм                                                                     | Мэри Поппинс возвращается                                                  | Номинация | [ 33 ] |
| Kids’ Choice Awards                            | 22 марта 2019        | Любимая киноактриса                                                               | Эмили Блант                                                                | Номинация | [ 33 ] |
| Лондонский кружок кинокритиков                 | 20 января 2019       | Британская/Ирландская актриса года                                                | Эмили Блант                                                                | Номинация | [ 34 ] |
| Make-Up Artists and Hair Stylists Guild        | 16 февраля 2019      | Лучший макияж                                                                     | Питер Кинг и Паула Прайс                                                   | Номинация | [ 35 ] |
| Make-Up Artists and Hair Stylists Guild        | 16 февраля 2019      | Лучшая укладка                                                                    | Питер Кинг и Паула Прайс                                                   | Номинация | [ 35 ] |
| Movieguide Awards                              | 8 февраля 2019       | Лучшие фильмы для всей семьи                                                      | Мэри Поппинс возвращается                                                  | Номинация | [ 36 ] |
| Национальный совет кинокритиков США            | 8 января 2019        | Десять лучших фильмов                                                             | Мэри Поппинс возвращается                                                  | Победа    | [ 37 ] |
| Palm Springs International Film Festival       | 3 января 2019        | Лучшее ансамблевое исполнение                                                     | Мэри Поппинс возвращается                                                  | Победа    | [ 38 ] |
| Спутник                                        | 17 февраля 2019      | Лучший фильм, комедия или мюзикл                                                  | Мэри Поппинс возвращается                                                  | Номинация | [ 39 ] |
| Спутник                                        | 17 февраля 2019      | Лучшая мужская роль — кинофильм, комедия или мюзикл                               | Лин-Мануэль Миранда                                                        | Номинация | [ 39 ] |
| Спутник                                        | 17 февраля 2019      | Лучшая женская роль — кинофильм, комедия или мюзикл                               | Эмили Блант                                                                | Номинация | [ 39 ] |
| Спутник                                        | 17 февраля 2019      | Лучшая оригинальная песня                                                         | «Can You Imagine That?» — Марк Шейман и Скотт Уиттман                      | Номинация | [ 39 ] |
| Спутник                                        | 17 февраля 2019      | Лучшая работа художника-постановщика                                              | Джон Майр                                                                  | Победа    | [ 39 ] |
| Спутник                                        | 17 февраля 2019      | Лучший звук (монтаж или смешение)                                                 | Мэри Поппинс возвращается                                                  | Номинация | [ 39 ] |
| Сатурн                                         | 13 сентября 2019     | Лучший фэнтези-фильм                                                              | Мэри Поппинс возвращается                                                  | Номинация | [ 40 ] |
| Сатурн                                         | 13 сентября 2019     | Лучшая киноактриса                                                                | Эмили Блант                                                                | Номинация | [ 40 ] |
| Сатурн                                         | 13 сентября 2019     | Лучший киноактёр второго плана                                                    | Лин-Мануэль Миранда                                                        | Номинация | [ 40 ] |
| Сатурн                                         | 13 сентября 2019     | Лучшая музыка                                                                     | Марк Шейман                                                                | Победа    | [ 40 ] |
| Сатурн                                         | 13 сентября 2019     | Лучшая работа художника-постановщика                                              | Джон Майр                                                                  | Номинация | [ 40 ] |
| Сатурн                                         | 13 сентября 2019     | Лучший дизайн костюмов                                                            | Сэнди Пауэлл                                                               | Номинация | [ 40 ] |
| Гильдия киноактёров США                        | 27 января 2019       | Лучшая женская роль                                                               | Эмили Блант                                                                | Номинация | [ 41 ] |
| Seattle Film Critics Society                   | 17 декабря 2018      | Лучший дизайн костюмов                                                            | Сэнди Пауэлл                                                               | Номинация | [ 42 ] |
| Seattle Film Critics Society                   | 17 декабря 2018      | Лучшая работа художника-постановщика                                              | Джон Майр и Гордон Сим                                                     | Номинация | [ 42 ] |
| Teen Choice Awards                             | 11 августа 2019      | Выбор фильма: Фэнтези                                                             | Мэри Поппинс возвращается                                                  | Номинация | [ 43 ] |
| Teen Choice Awards                             | 11 августа 2019      | Выбор киноактёра: Фэнтези                                                         | Лин-Мануэль Миранда                                                        | Номинация | [ 43 ] |
| Teen Choice Awards                             | 11 августа 2019      | Выбор киноактрисы: Фэнтези                                                        | Эмили Блант                                                                | Номинация | [ 43 ] |
| Washington D.C. Area Film Critics Association  | 3 декабря 2018       | Лучшая работа художника-постановщика                                              | Джон Майр                                                                  | Номинация | [ 44 ] |